# Zbiór stacjonarny
Zbiory domknięte nieograniczone (club) – rodzina podzbiorów liczby kardynalnej (traktowanej jako liczba porządkowa) zawierająca zbiory w pewnym sensie duże.
Nazwa club jest skrótem angielskiego terminu closed and unbounded. Niektórzy autorzy używają też nazwy c.u.b. (taka nazwa używana jest m.in. w monografii Kunena).

## Definicje formalne
Niech {\displaystyle \kappa } będzie nieprzeliczalną regularną liczbą kardynalną (którą będziemy traktować jako początkową liczbę porządkową).
- Powiemy, że zbiór {\displaystyle C\subseteq \kappa } jest domknięty, jeśli jest on domknięty w topologii porządkowej na {\displaystyle \kappa ,} który to warunek jest równoważny stwierdzeniu, że dla każdej granicznej liczby {\displaystyle \alpha <\kappa } mamy

{\displaystyle (\forall \beta <\alpha )(\exists \gamma \in C)(\beta <\gamma <\alpha )\quad \Rightarrow \ \alpha \in C.}
- Zbiór {\displaystyle C\subseteq \kappa } jest nieograniczony w {\displaystyle \kappa ,} jeśli {\displaystyle (\forall \alpha <\kappa )(\exists \beta \in C)(\alpha <\beta ).}
- Powiemy, że zbiór {\displaystyle C\subseteq \kappa } jest clubem w {\displaystyle \kappa ,} jeśli jest on zarówno domknięty, jak i nieograniczony.
- Zbiór {\displaystyle S\subseteq \kappa } jest stacjonarnym podzbiorem {\displaystyle \kappa ,} jeśli {\displaystyle C\cap S\neq \emptyset } dla każdego domkniętego nieograniczonego (tzn. cluba) zbioru {\displaystyle C\subseteq \kappa .}
- Zbiór {\displaystyle S\subseteq \kappa } jest niestacjonarnym podzbiorem {\displaystyle \kappa ,} jeśli {\displaystyle S} nie jest stacjonarny, czyli gdy {\displaystyle C\cap S=\emptyset } dla pewnego cluba {\displaystyle C\subseteq \kappa .}

## Własności i przykłady
Niech {\displaystyle \kappa } będzie nieprzeliczalną regularną liczbą kardynalną.
- Zbiór wszystkich granicznych liczb porządkowych mniejszych niż {\displaystyle \kappa } jest clubem, podobnie jak i zbiór wszystkich granic liczb granicznych.
- Zbiór wszystkich granicznych liczb porządkowych {\displaystyle \alpha <\kappa } o przeliczalnej współkońcowości jest stacjonarnym podzbiorem {\displaystyle \kappa .}
- Dla każdej funkcji{\displaystyle g\colon \kappa \to \kappa ,} zbiór {\displaystyle \{\delta <\kappa :(\forall \alpha <\delta )(g(\alpha )<\delta )\}} jest clubem w {\displaystyle \kappa .}
- Jeśli {\displaystyle {\mathcal {C}}} jest rodziną clubów na {\displaystyle \kappa ,} {\displaystyle |{\mathcal {C}}|<\kappa ,} to przekrój {\displaystyle \bigcap {\mathcal {C}}} też jest clubem.
- Z powyższej obserwacji wynika, że rodzina

{\displaystyle \{A\subseteq \kappa :C\subseteq A} dla pewnego cluba {\displaystyle C\subseteq \kappa \}}
jest {\displaystyle \kappa }-zupełnym filtrem podzbiorów {\displaystyle \kappa .}
Rodzina {\displaystyle {\mathcal {NS}}_{\kappa }} wszystkich niestacjonarnych podzbiorów {\displaystyle \kappa } tworzy {\displaystyle \kappa }-zupełny ideał podzbiorów {\displaystyle \kappa .}
- Lemat Fodora mówi, że jeśli {\displaystyle S} jest stacjonarnym podzbiorem {\displaystyle \kappa } oraz {\displaystyle f\colon S\to \kappa } jest funkcją taką, że {\displaystyle (\forall \alpha \in S\setminus \{0\})(f(\alpha )<\alpha ),} to funkcja {\displaystyle f} jest stała na pewnym stacjonarnym podzbiorze zbioru {\displaystyle S.} (Odwrotnie, jeśli {\displaystyle S} jest niestacjonarnym podzbiorem {\displaystyle \kappa ,} to istnieje funkcja {\displaystyle f\colon S\to \kappa } taka, że {\displaystyle (\forall \alpha \in S\setminus \{0\})(f(\alpha )<\alpha ),} która nie jest stała na żadnym nieograniczonym podzbiorze zbioru {\displaystyle S}).